# Liste der Erzbischöfe von Narbonne
Die folgenden Personen waren Bischöfe des Erzbistums Narbonne (Frankreich):

## Bischöfe von Narbonne
- Heiliger Paulus von Narbonne (um 251)
- Heiliger Stephan (3. Jh.)
- Gavidius (359)
- Hilaire (417–422)
- Rusticus (427, 461, um 441–445)

## Erzbischöfe von Narbonne
- Hermes (462) (erster Erzbischof ab 445)
- Caprarpus (506)
- Aquilin (560)
- Athaloco (Arriano) (ca. 589)
- Migetius (Migecio) (ca. 589–597)
- Serge (um 610)
- Selva (Sclua) (ca. 633–638)
- Argebaud (Argebado) (um 672)
- Sunifred (ca. 683–688)
- Arriberi (ca. 768)
- Daniel (ca. 769–ca. 798)
- Nebridius (Nefridius) (ca. 790–822 oder ca. 799–ca. 825)
- Bartholomäus (ca. 827–840 oder ca. 822–844)
- Berarius (ca. 842–ca. 850)
- Fredoldus (ca. 855–872)
- Sigebaud (873–885)
- Théotard (Teodard) (885–893)
- Arnust (893–912)
- Gérard (911)
- Agio (914–924)
- Aimery (926–977)
- Ermengaud (Ermengol) von Narbonne (977–1017/1019)
- Guifred de Cerdagne (6. Oktober 1019–1079)
- Pierre Berengar von Narbonne (1079–1085) (vorher Bischof von Rodez)
- Dalmas (Dalmace) (um 1086–1097)
- Bertrand de Montredon (1097–1106)
- Richard de Milhau (1106–1121)
- Arnaud de Lévezou (1121–1149) (vorher Bischof von Béziers)
- Pierre d’Anduze (1150–1156)
- Berengar von Narbonne (1156–1162)
- Pons d’Arce (1162–1181)
- Bernard Gaucelin (1182–1191) (vorher Bischof von Béziers)
- Berengar von Barcelona (1191–1212)
- Arnold Amalrich (Arnaud Amaury) (1212–1225)
- Pierre Amiel (1226–1245)
- Guillaume de Broue (1245–1257)
- Jacques (1257–1259)
- Guido Fulcodi (1259–1261)
- Maurin (1262–1272)
- Pierre de Montbrun (1272–1286)
- Gilles I. Aycelin de Montaigut (1287–1311) (Siegelbewahrer und (faktisch) Kanzler von Frankreich)
- Bernard de Fargues (1311–1341)
- Gausbert du Val (1341–1346) (erster Kardinal von Narbonne)
- Pierre de La Jugie (1347–1375) (siehe Haus Rogier de Beaufort)
- Jean Roger de Beaufort (1375–1391) (Haus Rogier de Beaufort)
- François de Conziè (1391–1432)
- Francesco Condulmer (1433–1436) (Kardinal)
- Jean d’Harcourt (1436–1451) (auch Patriarch von Alexandria)
- Louis d’Harcourt (1451–1460)
- Antoine Crespin (1460–1472)
- Renaud de Bourbon (1473–1482)
- Georges d’Amboise (1482–1484) (Haus Amboise) (1. Dienstzeit)
- François Ilallé (1484–1491)
- Georges d’Amboise (1492–1494) (Haus Amboise) (2. Dienstzeit)
- Pierre d’Abzac (1494–1502)
- François-Guillaume de Castelnau (1502–1507)
- Guillaume Kardinal Briçonnet (1507–1514)
- Giulio Kardinal de’ Medici (1515–1523)
- Jean Kardinal de Lorraine (1524–1550)
- Hyppolit II. Kardinal d’Este, „Kardinal von Ferrara“ (1550–1551) (1. Dienstzeit)
- Francesco Kardinal Pisani (1551–1563)
- Hyppolit II. Kardinal d’Este, „Kardinal von Ferrara“ (1563–1572) (2. Dienstzeit)
- Simon Vigor (1572–1575)
- François Kardinal de Joyeuse (1581–1588)
- Louis de Vervins (1600–1628) OP
- Claude de Rebé (1628–1659)
- François Fouquet (1659–1673)
- Pierre Kardinal de Bonzi (1673–1703) (auch Erzbischof von Toulouse)
- Charles Legoux de La Berchère (1711–1715)
- René-François de Beauvau du Rivau (1726–1738) (Haus Beauvau)
- Jean-Louis de Berton de Crillon (1739–1751)
- Charles-Antoine de la Roche-Aymon (1752–1762) (dann Erzbischof von Reims und Kardinal)
- Arthur Richard Dillon (1763–1790) (1806)
- Guillaume Beseaucèle (1790?–1793?)

Das Gebiet des Erzbistums wird nach der Aufhebung auf verschiedene Bistümer aufgeteilt